# Чемпионат мира по флорболу среди мужчин 2016
Чемпионат мира по флорболу среди мужчин 2016 года — 10-й по счёту чемпионат мира по флорболу среди мужчин, проводился с 3 по 11 декабря в Риге, столице Латвии.
Чемпионат выиграла сборная Финляндии, победившая в финале сборную Швеции в серии послематчевых бросков.
В матче за третье место сборная Швейцарии обыграла сборную Чехии.

## Квалификация
Квалификации в финальный этап прошли со 2 по 14 февраля 2016. В квалификационном отборе участвовали 32 команды, из которых 22 были из Европы, три — из Америки и семь — из Азии и Океании.

## Арены
| Arēna Rīga Вместимость: 11 200 | Олимпийский спортивный центр Вместимость: |
|                                |                                           |